# Zirndorf
Zirndorf är en stad i Landkreis Fürth i Regierungsbezirk Mittelfranken i förbundslandet Bayern i Tyskland.

## Ekonomin
Brandstättergruppen, som tillverkar Playmobilleksaker, har sitt högkvarter i denna stad, och här finns också  Playmobil Funpark. Metz har också huvudkontor här.